# Lachowicze (rejon janowski)
Lachowicze (biał. Ляхавічы, Lachawiczy; ros. Ляховичи, Lachowiczi) – wieś na Białorusi, w obwodzie brzeskim, w rejonie janowskim, w sielsowiecie Laskowicze, nad Filipówką.

## Historia
Wieś pojawia się w spisach podskarbińskich z 1569. W Rzeczypospolitej Obojga Narodów leżały w województwie brzeskolitewskim, w powiecie pińskim. Były wówczas królewszczyzną oraz centrum starostwa niegrodowego. W 1776 posiadający starostwo lachowickie Onufry Gniewomir Bęklewski płacił z niego 400 zł kwarty i 120 zł hiberny.
W 1661 i w 1678 starostwo lachowickie ulegało zniszczeniom z powodu działań wojennych, z powodu których Sejm zwalniał je wówczas od opłat skarbowych.
W wyniku II rozbioru Polski Lachowicze weszły w skład Rosji, w ramach której w XIX i w początkach XX w. położone były w guberni mińskiej, w powiecie pińskim, w gminie Duboj. Obok wsi mieścił się folwark własności Ordów.
W dwudziestoleciu międzywojennym wyróżniano trzy miejscowości: wieś i folwark Lachowicze oraz osadę Lachowicze Małe (współcześnie wieś Lachowicze obejmuje teren ich wszystkich). Leżały one w Polsce, w województwie poleskim, w powiecie pińskim, w gminie Brodnica. Demografia w 1921 przedstawiała się następująco:
|                       | Liczba mieszkańców | Budynki | Narodowość | Narodowość  | Wyznanie          | Wyznanie |
| Białorusini           | Liczba mieszkańców | Budynki | Polacy     | prawosławne | rzymskokatolickie |          |
| --------------------- | ------------------ | ------- | ---------- | ----------- | ----------------- | -------- |
| wieś Lachowicze       | 267                | 43      | 267        | –           | 267               | –        |
| folwark Lachowicze    | 29                 | 3       | 16         | 13          | 16                | 13       |
| osada Lachowicze Małe | 12                 | 2       | 12         | –           | 12                | –        |

Po II wojnie światowej w granicach Związku Sowieckiego. Od 1991 w niepodległej Białorusi.